# Europese auto in 1920
Dit artikel geeft een overzicht van alle Europese personenwagens geproduceerd in 1920 door een significante autoconstructeur. De auto's staan alfabetisch gerangschikt per merk. Hier staan enkel Europese merken, ongeacht of ze eigendom zijn van een niet-Europees concern. Ook gaat het om constructeurs die algemeen bekend zijn met auto's die algemeen voor het publiek verkrijgbaar zijn. 
| Alfa Romeo |                  | concern:          | Onafhankelijk |
| Alfa Romeo | divisie:         |                   |               |
| Alfa Romeo | merk:            | Alfa Romeo Italië |               |
| Alfa Romeo | model:           | G1                |               |
| Alfa Romeo | einde productie: | 1921              |               |
| Alfa Romeo | productieaantal: | 52                |               |

| Alvis |                  | concern:                  | Onafhankelijk |
| Alvis | divisie:         |                           |               |
| Alvis | merk:            | Alvis Verenigd Koninkrijk |               |
| Alvis | model:           | 10/30                     |               |
| Alvis | einde productie: | 1925                      |               |
| Alvis | productieaantal: | ?                         |               |

| Ballot |                  | concern:         | Onafhankelijk |
| Ballot | divisie:         |                  |               |
| Ballot | merk:            | Ballot Frankrijk |               |
| Ballot | model:           | 3/8LC            |               |
| Ballot | einde productie: | 1921             |               |
| Ballot | productieaantal: | ?                |               |

| Bobby Alba |                  | concern:             | Onafhankelijk |
| Bobby Alba | divisie:         |                      |               |
| Bobby Alba | merk:            | Bobby Alba Frankrijk |               |
| Bobby Alba | model:           | Coupe                |               |
| Bobby Alba | einde productie: | 1925                 |               |
| Bobby Alba | productieaantal: | ?                    |               |

| FIAT |                  | concern:    | Onafhankelijk |
| FIAT | divisie:         |             |               |
| FIAT | merk:            | FIAT Italië |               |
| FIAT | model:           | 1T Taxi     |               |
| FIAT | einde productie: | 1922        |               |
| FIAT | productieaantal: | ?           |               |

| Mathis |                  | concern:         | Onafhankelijk |
| Mathis | divisie:         |                  |               |
| Mathis | merk:            | Mathis Frankrijk |               |
| Mathis | model:           | GM Sport         |               |
| Mathis | einde productie: | 1925             |               |
| Mathis | productieaantal: | ?                |               |

| Peugeot |                  | concern:          | Onafhankelijk |
| Peugeot | divisie:         |                   |               |
| Peugeot | merk:            | Peugeot Frankrijk |               |
| Peugeot | model:           | 153 B/BR/BRA      |               |
| Peugeot | einde productie: | 1924              |               |
| Peugeot | productieaantal: | 1801              |               |

| Peugeot |                  | concern:          | Onafhankelijk |
| Peugeot | divisie:         |                   |               |
| Peugeot | merk:            | Peugeot Frankrijk |               |
| Peugeot | model:           | 156               |               |
| Peugeot | einde productie: | 1923              |               |
| Peugeot | productieaantal: | 180               |               |

| Renault |                  | concern:          | Onafhankelijk |
| Renault | divisie:         |                   |               |
| Renault | merk:            | Renault Frankrijk |               |
| Renault | model:           | GS IG             |               |
| Renault | einde productie: | 1925              |               |
| Renault | productieaantal: | ?                 |               |

| Simson Supra |                  | concern:               | Onafhankelijk |
| Simson Supra | divisie:         |                        |               |
| Simson Supra | merk:            | Simson Supra Duitsland |               |
| Simson Supra | model:           | SO                     |               |
| Simson Supra | einde productie: | 1931                   |               |
| Simson Supra | productieaantal: | ?                      |               |